# Dictionary of Scientific Biography
Il Dictionary of Scientific Biography  (DSB) è un'opera in 16 volumi pubblicata dal 1970 al 1980, contenente biografie di scienziati dall'antichità ai nostri giorni.
Nel 2007 è stato pubblicato il "New Dictionary of Scientific Biography", con biografie di scienziati della seconda metà del Novecento, non comprese nell'edizione precedente. Nello stesso anno è uscito il "Complete Dictionary of Scientific Biography", una versione in e-book contenente tutte le voci delle due edizioni cartacee.
Il DSB è considerato un'opera di primissimo piano nel settore della storia della scienza. Un recensore di un'altra opera (Dictionary of Astronomical Biography) ha scritto: - « Il Dictionary of Scientific Biography (DSB) è diventato lo standard con cui misurare tutte le altre opere in più volumi sulla storia della scienza ».
Nel 1981 la American Library Association gli ha assegnato la Dartmouth Medal, definendola "un'opera di riferimento di straordinaria qualità e importanza".

## Edizioni
Il Dictionary of Scientific Biography è stato pubblicato sotto gli auspici dell' American Council of Learned Societies dall'editore Charles Scribner's Sons di New York, con la direzione editoriale di Charles Coulston Gillispie. Il primo dei 16 volumi uscì nel 1970 e l'ultimo nel 1980. Il volume 15 è il supplemento I, contenente altre biografie e articoli sullo sviluppo delle materie scientifiche in paesi non occidentali. Il volume 16 contiene l'indice generale. Un supplemento II in due volumi, con biografie di autori recenti, è stato pubblicato nel 1990.
Nel 1981 l'editore Scribner's pubblicò il Concise Dictionary of Scientific Biography, una versione ridotta in volume unico. Una seconda edizione uscì nel 2001, con l'aggiunta di biografie del supplemento II del 1990.
In dicembre 2007 uscì il New Dictionary of Scientific Biography, con la direzione editoriale di Noretta Koertge, contenente 775 voci. Circa 500 di esse sono nuove biografie di scienziati morti dopo il 1950 non comprese nell'opera precedente. Le rimanenti sono articoli con aggiornamenti su sviluppi recenti, intesi per essere letti come approfondimento degli articoli dell'edizione originale.
Sempre nel 2007 l'editore Scribner's ha pubblicato un Complete Dictionary of Scientific Biography in versione elettronica (e-book), con il testo completo delle due edizioni cartacee. Molti articoli sono disponibili online sul sito (a pagamento) HighBeam Research, appartenente al gruppo Cengage Learning di Chicago.